# Puente de Barmouth
El puente de Barmouth (en galés: Pont Abermaw), también conocido como viaducto de Barmouth, es una estructura ferroviaria de madera para vía única de la Línea de Cambria, que cruza el estuario del Afon Mawddach cerca de Barmouth, en Gales. Con una longitud de 820 metros (896,8 yd), es el viaducto de madera más largo de Gales y uno de los más antiguos en uso regular en Gran Bretaña.
Fue diseñado y construido para el Ferrocarril de Aberystwith y de la Costa Galesa en su línea entre Aberystwyth y Pwllheli. Las obras del puente se autorizaron en 1861 y comenzaron en 1864, inaugurándose oficialmente el 10 de octubre de 1867. Tras el descubrimiento de problemas de corrosión severa en los herrajes sumergidos bajo el agua, se llevó a cabo un programa intensivo de restauración entre diciembre de 1899 y finales de 1902. En 1980, el viaducto sufrió el ataque de gusanos marinos xilófagos, lo que hizo pensar que tendría que ser cerrado y demolido. Pero debido a su valor turístico, se decidió acometer su reparación entre 1985 y 1986, para lo que debió permanecer cerrado durante seis meses. Con el fin de evitar problemas en la estructura, se introdujo una restricción del peso máximo por eje del material ferroviario que podía atravesarla, prohibiéndose los trenes arrastrados por locomotoras. Sin embargo, estas limitaciones se han relajado desde 2005.
El viaducto es utilizado por vehículos ferroviarios, ciclistas, motociclistas y peatones entre las estaciones de Morfa Mawddach y Barmouth en Gwynedd, y su pasarela anexa a la vía forma parte de la Ruta 8 de la Red de Vías Ciclistas Nacional. Se cobraba un peaje a los peatones y a los ciclistas hasta 2013, pero desde 2017 se ha sustituido por una aportación voluntaria. Para permitir el paso de grandes barcos, el viaducto incluía un puente levadizo, que fue sustituido entre 1899 y 1902 por un puente giratorio, que ya no está operativo debido a la falta de uso. La estructura no está habilitada para el tráfico por carretera.
Desde 1988 es un monumento clasificado de Grado II*.

## Ubicación

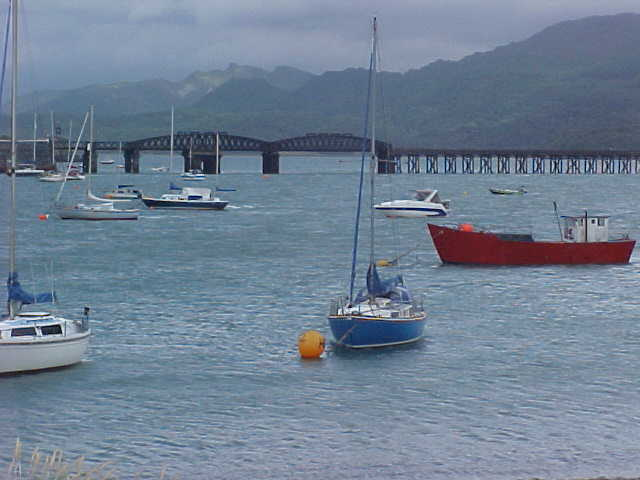
El extremo norte del viaducto incluye un puente giratorio para permitir el paso de barcos altos, aunque no ha tenido un uso regular desde las pruebas realizadas en la década de 1980

El puente cruza el estuario del Afon Mawddach entre Barmouth al norte y la estación de Morfa Mawddach (cerca de Arthog) al sur. Se encuentra dentro de un sitio de especial interés científico, y a su vez forma parte del Parque Nacional de Snowdonia. La Línea Costera de Gales fue operada por Arriva Trains Wales hasta 2018, cuando Transport for Wales Rail se hizo cargo de los servicios de conexión al norte con Pwllheli y al este con Machynlleth, Shrewsbury y Birmingham International.
La sección de madera del puente tiene una longitud de 699 metros (764,4 yd) y está formada por 113 caballetes de madera, cada uno de 5,5 metros (6 yd) de luz, reforzados con elementos de hierro fundido. Es uno de los viaductos de madera más largos de Gran Bretaña,, y desde el 22 de marzo de 1988 goza de la calificación de estructura catalogada de Grado II*.
La mayor parte del puente está construido sobre un lecho de grava, cubierto por una capa de arena que se desplaza parcialmente con el flujo de agua. El extremo norte del viaducto, donde se encuentra el puente giratorio, está al lado de Figle Fawr, una roca perteneciente a la base de las montañas de Rhinogydd. El agua que pasa por el canal fluye a una velocidad de hasta 9 nudos (16,7 km/h). Los dos primeros vanos de este extremo están construidos sobre pilas cilíndricas de fundición de hierro cimentadas en el lecho de roca. La sección de acero del puente giratorio, que reemplazó al puente corredizo original, se abrió por última vez para realizar una serie de pruebas en abril de 1987. La instalación de carriles continuos a través de la sección giratoria del puente impide su movimiento, y ya no es posible el paso de barcos altos dentro y fuera del estuario. No obstante, todos los mecanismos asociados al puente giratorio permanecen en su emplazamiento original, de acuerdo con la calificación de Grado II* de la estructura.
La carretera más cercana que cruza Afon Mawddach es un puente de peaje situado en Penmaenpool (unas 5 millas (8 km) río arriba), que puede transportar vehículos de hasta 2,5 toneladas (5510 lb). Los vehículos más pesados deben usar el puente de Dolgellau, situado unas 10 millas (16 km) de Barmouth.
Los peatones, motociclistas y ciclistas pueden cruzar el estero a través de la pasarela existente en el lado este del puente. Desde 1996, la pasarela forma parte de la Ruta Nacional Ciclista 8, que conecta Cardiff y Holyhead. El puente peatonal es propiedad de Network Rail, y el Ayuntamiento de Gwynedd aporta el 10 por ciento de su costo de mantenimiento anual a cambio del  permiso para usarlo.

## Historia

### Contexto histórico y construcción

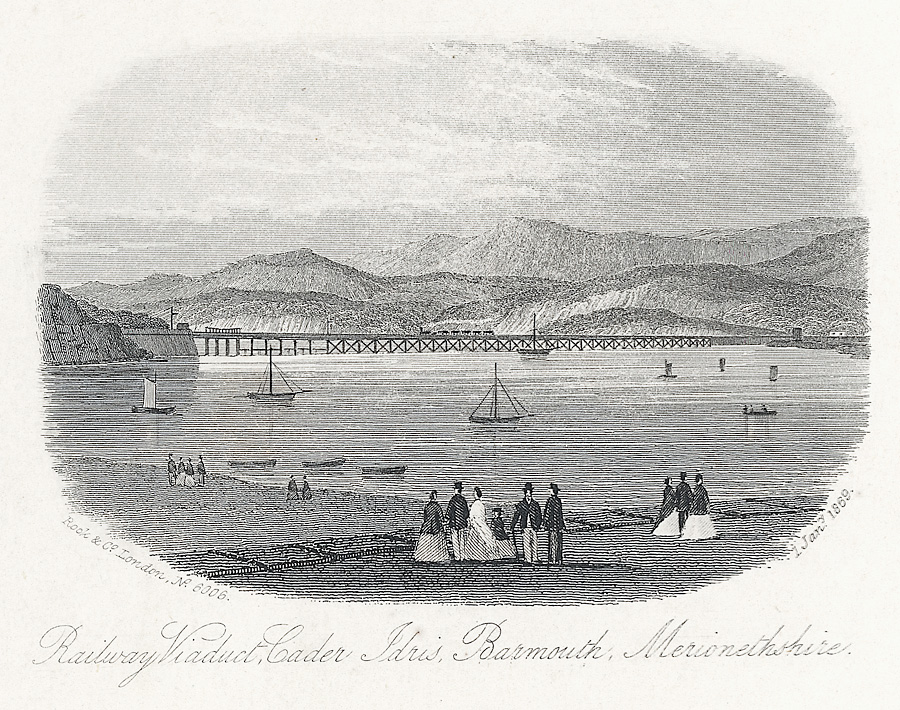
Grabado con una vista del estuario y del puente, hacia 1869

El Ferrocarril de Aberystwith y de la Costa Galesa no tardó en proponer un puente sobre el estuario de Mawddach en Barmouth para construir una línea entre las localidades costeras de Aberystwyth y Pwllheli. La autorización para el ferrocarril se tramitó entre 1861 y 1862, iniciándose entonces el diseño detallado del puente.
El puente de Barmouth fue diseñado por los ingenieros civiles Benjamin Piercy y Henry Conybeare en 1864. Conybeare decidió usar un viaducto de madera porque era aproximadamente cuatro veces más barato importar madera desde los países bálticos por mar que construir un puente de hierro. La decisión estuvo influida por la creencia errónea de que el estuario estaba libre de gusanos xilófagos, que atacan y debilitan la madera con el paso del tiempo. En esta época, los viaductos sobre pilares de madera eran comunes en los ferrocarriles costeros británicos, aunque el puente en Barmouth sería más largo que la mayoría de ellos.
La construcción comenzó en 1864, encargándose la obra al contratista Thomas Savin que a su vez contó con John Cochrane & Sons para fabricar los herrajes necesarios para montar la estructura. Al principio, el progreso de las obras se vio obstaculizado por las fuertes corrientes de marea, que provocaron múltiples intentos fallidos de clavar los pilares del puente desde una gabarra. Entre marzo y junio de 1866, se construyó una plataforma desde el estribo norte del puente (que se desplazaba sobre la estructura a medida que esta iba progresando), lo que permitió simplificar el proceso de hincar los pilares, asentarlos con escollera y reforzarlos con hormigón.

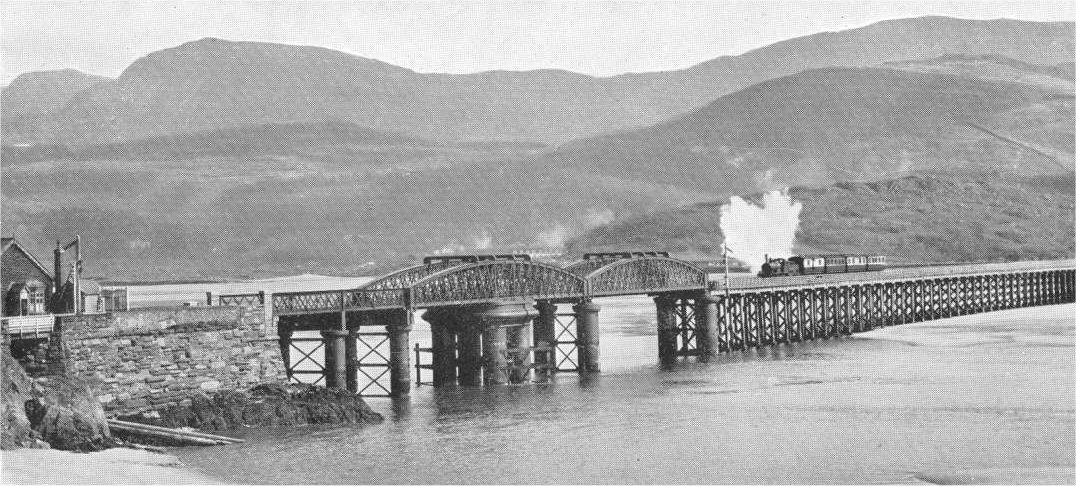
Un tren de vapor atravesando el puente de Barmouth, hacia 1921

Se construyeron caballetes de madera sobre pilotes roscados también de madera con diámetros de 10 a 14 pulgadas (254 a 355,6 mm), agrupados de tres en tres bajo cada apoyo. El tablero se resolvió mediante vigas de celosía de madera en tramos de 40 pies (12,2 m) y 4 pies (1,2 m) de canto. Se dispusieron pilotes hincados inclinados como defensas de las pilas que sujetaban la cubierta. El agua alrededor de los caballetes tenía una profundidad máxima de 54 pies (16,5 m) durante la marea alta, y el lecho del estuario se protegió con rellenos de escollera para defender los pilotes del efecto de la erosión.
El viaducto tenía un puente corredizo de madera de 47 pies (14,3 m) de longitud situado cerca de su extremo norte, con el fin de permitir el paso de barcos altos río arriba. Este tramo del puente, cimentado sobre pilotes de hierro forjado, se podía abrir inclinándose ligeramente para iniciar una maniobra de retroceso sobre la propia vía del ferrocarril, desplazándose sobre dos pares de ruedas de 4 pies (1,2 m) de diámetro separados entre sí 50 pies (15,2 m), y nueve rodillos de acero. Cuando se abría, dejaba un espacio libre de 36 pies (11,0 m). El puente corredizo nunca se usó regularmente, ya que la apertura del ferrocarril eliminó en la práctica la necesidad de mantener el tráfico de barcos mercantes tradicional hasta entonces.
A partir del 3 de junio de 1867 se abrió el viaducto para el paso de carruajes tirados por caballos, y el 10 de octubre se inauguró oficialmente el puente, y los servicios con locomotoras de vapor comenzaron a utilizar la vía.

### Vida útil

#### SigloXIX

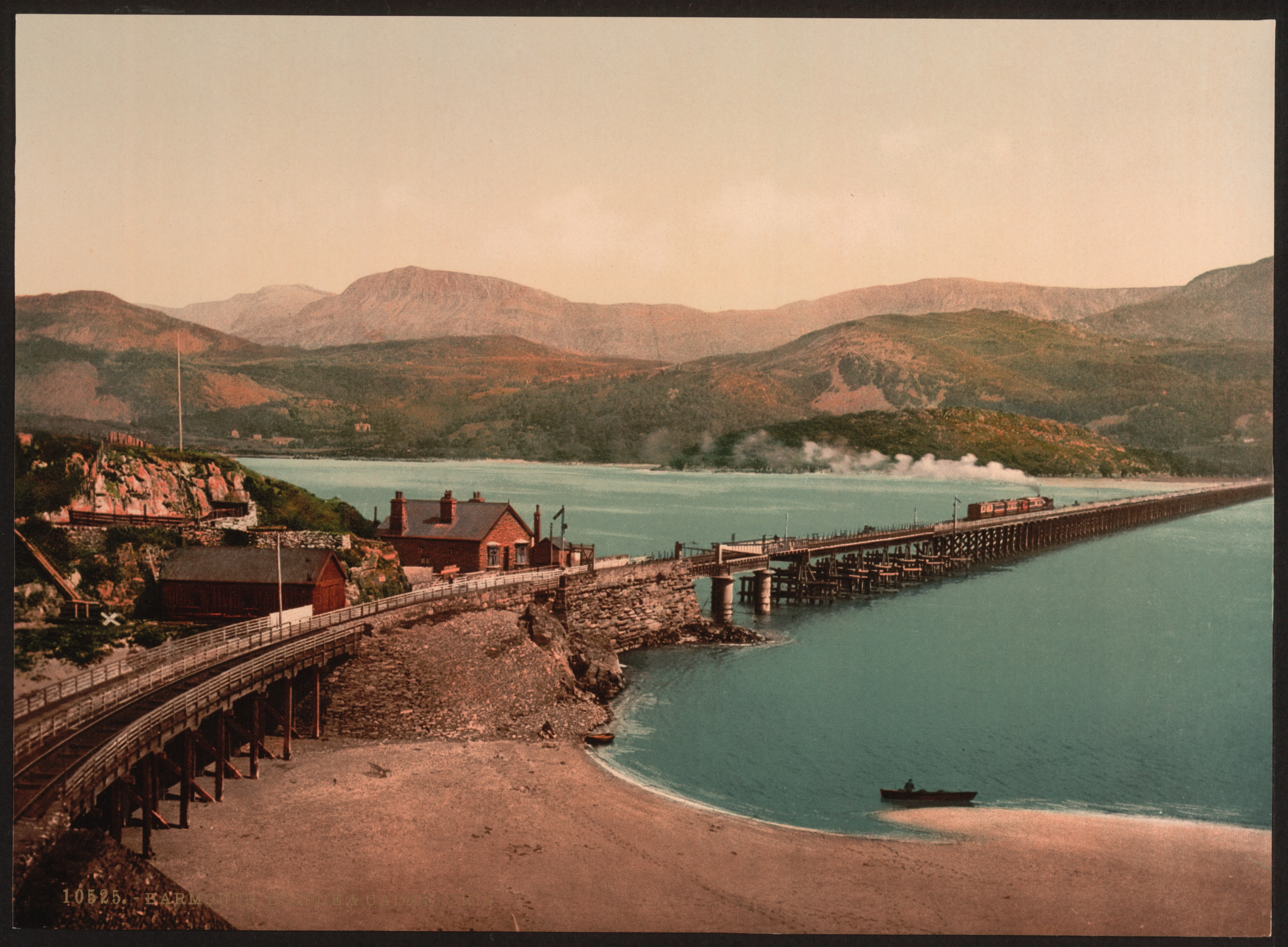
Vista del viaducto (hacia 1900)

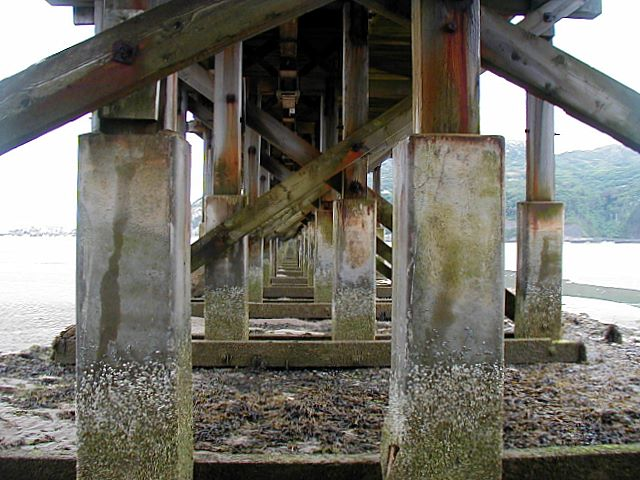
Vista inferior del puente y sus pilares, mostrando los refuerzos de hormigón

En agosto de 1899, Alfred Jones Collin, el ingeniero jefe de los Ferrocarriles de Cambria (que había absorbido al A&WCR en 1865), ordenó inspecciones submarinas para verificar la integridad de los elementos de hierro del puente corredizo original. Descubrieron que sus soportes estaban severamente corroídos, mermando gravemente su integridad estructural y requiriendo el reemplazo de toda la estructura de hierro excepto de dos de los pilares. Las reparaciones comenzaron en diciembre y se completaron a finales de 1902, y consistieron en la sustitución del puente corredizo y de sus vanos adyacentes por un nuevo puente de acero de cinco vanos, quedando dos de los vanos centrales cubiertos por una viga de celosía de canto variable de 41,5 metros (136,2 pies) de longitud, que podía girar horizontalmente alrededor de su apoyo central, dejando dos vanos libres de 18 metros (59,1 pies) (uno a cada lado del pilar central). Los tramos metálicos tienen forma de vigas reticuladas (de canto constante los dos primeros desde el estribo, y de sección arqueada los dos siguientes), sostenidos por pares de pilares cilíndricos de hierro y con la plataforma giratoria descansando sobre un grupo de cuatro pilares. La seeción metálica del viaducto mide unos 104 metros en total (12,5+12,5+41+38 m; con el tramo giratorio de 41 m subdividido en dos vanos laterales de 18 m cada unos y el apoyo central de 5 m de anchura).

#### SigloXX
Entre 1906 y 1908 se renovó por completo la parte de madera del puente.
En 1946 el puente pudo haber quedado destruido después de que una mina antibuques fuera arrastrada a tierra durante una tormenta en las inmediaciones del viaducto. Según los informes, la mina pasó junto a uno de los pilares, pero no detonó y el puente salió ileso.

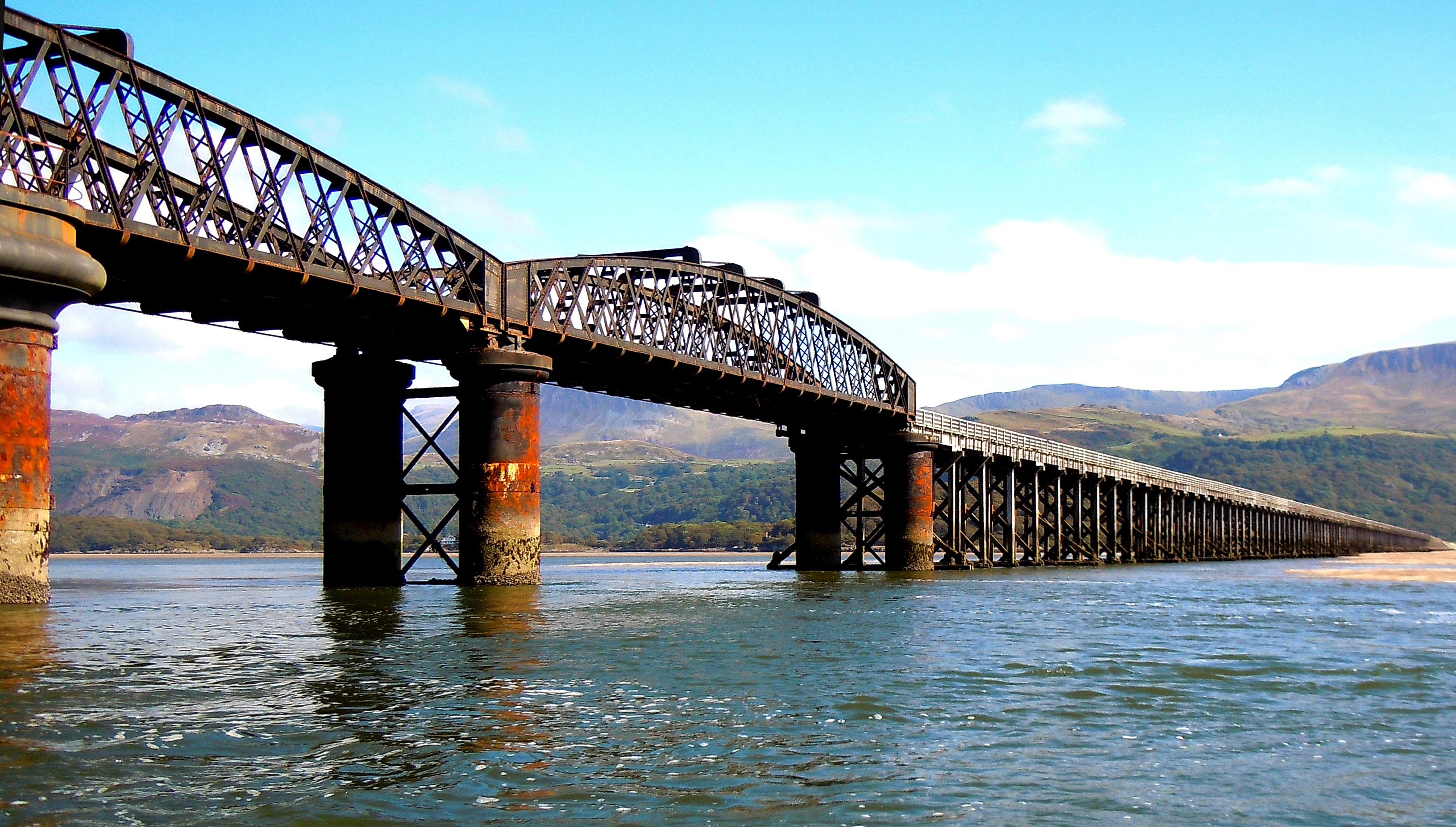
Vista del puente hacia el noroeste en 2014

Después de la puesta en práctica del Plan Beeching, que supuso una drástica reducción de las líneas ferroviarias británicas en servicio a lo largo de la década de 1960, se redujo el número de trenes de pasajeros que pasaban por Barmouth debido al cierre en 1965 de la línea de Ruabon a Barmouth a través de Llangollen y Dolgellau. Esto provocó que todo el tráfico tomara la ruta más larga y lenta desde Shrewsbury a través de Machynlleth y Dovey Junction. La antigua plataforma de la vía desde la estación de Morfa Mawddach hasta Dolgellau ahora forma el sendero de Mawddach, habilitado para caminantes y ciclistas.
En 1980, las 500 pilas de los caballetes de madera del puente fueron atacadas por gusanos xilófagos marinos al nivel del lecho del río, y el daño resultante fue lo suficientemente grave como para amenazar con su cierre. Los buceadores contratados por British Rail  descubrieron que los gusanos habían dañado gravemente 69 de los pilares de soporte, y se estimó que su reparación costaría alrededor de 2,5 millones de libras esterlinas. El 13 de octubre de 1980, el viaducto se cerró temporalmente al tráfico ferroviario, tras lo cual se prohibieron los trenes arrastrados por locomotoras, lo que provocó la pérdida de tráfico que afluía a través de la estación de Tywyn, incluido el tráfico de explosivos hacia y desde la fábrica de Penrhyndeudraeth, que se desvió a través de la estación de Maentwrog Road y de la Línea de Conwy Valley. El consejo del condado de Gwynedd se opuso al cierre permanente del puente, ya que el 40 por ciento de todo el turismo en el área estaba relacionado con el ferrocarril. El gobierno solicitó una subvención de 2,5 millones de libras a la Comunidad Económica Europea para financiar las reparaciones, y se gastaron otros 4,6 millones para introducir mejoras en la señalización de la línea. Entre 1985 y 1986 el puente se cerró al tráfico nuevamente por un período de siete meses durante los trabajos de reparación, que implicaron reemplazar 48 de las pilas con madera dura de palo verde. Otros fueron revestidos y reforzados con lechada y revestimientos de hormigón armado con fibra de vidrio. Dentro de los caballetes, las vigas de madera y las diagonales fueron reemplazadas por madera de abeto Douglas. Los servicios ferroviarios se reanudaron cuando se reabrió el viaducto en abril de 1986.
El 13 de abril de 1986, la locomotora diésel número 37427 de la Clase 37 recibió el nombre de "Bont Y Bermo" (el nombre en galés del puente) para celebrar la reintroducción tras las reparaciones de los trenes arrastrados por locomotoras, que habían sido prohibidos poco después de que se impusieran restricciones de peso a todo el tráfico que atravesaba el puente.

#### SigloXXI

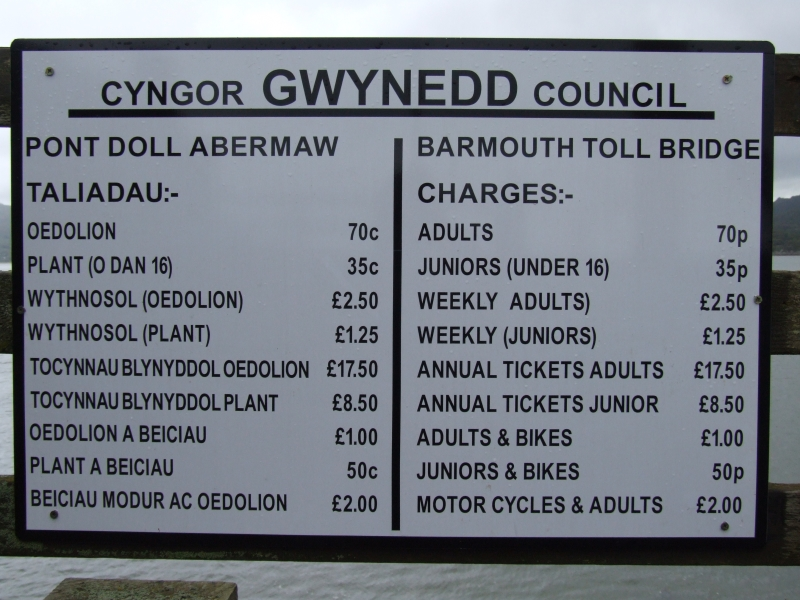
Precios por atravesar el puente de Barmouth en 2007, antes de que se eliminara el peaje

Después de reparaciones importantes efectuadas en 2005, la restricción de peso finalmente se eliminó y los trenes arrastrados por locomotoras pudieron cruzar de nuevo el puente.
En marzo de 2013, se estableció el Grupo de Acceso al Viaducto de Barmouth (B-VAG) para proponer una ruta alternativa desde el centro de la ciudad hasta el puente, ya que la pasarela de acceso es empinada, estrecha e inadecuada para carritos o sillas de ruedas. En junio, el peaje del puente se eliminó después de que los encargados de cobrarlo se retiraran y ya no fueran reemplazados. El consejo estaba viendo la manera de cómo pagar los costos de mantenimiento, que ascendieron a 39.405 libras aquel año. La situación era problemática, ya que los ingresos por peaje no bastaban para cubrir la parte de los costos del ayuntamiento, y no había presupuesto para contratar personal para cobrar los pagos.
El Ayuntamiento de Gwynedd propuso cerrar el puente a los peatones y ciclistas por razones de costos, ya que necesitaba ahorrar 9 millones de libras esterlinas en abril de 2016. Cerrar el puente fue una de las más de 100 opciones de ahorro de costos por un total de 13 millones de libras que se sometieron a consulta pública en otoño de 2015. El Ayuntamiento pagaba a Network Rail 30.800 libras al año para cubrir los costes de mantenimiento. Una petición solicitando al ayuntamiento que "dejase de considerar el cierre de esta ruta para caminar y andar en bicicleta tan querida" reunió 20.000 firmas en una semana. En febrero de 2016, se informó que el puente no se cerraría.
El 4 de octubre de 2016, el puente de Barmouth estuvo cerrado al tráfico durante una semana tras un incendio en la estructura. Al día siguiente, la parlamentaria Liz Saville Roberts solicitó su reparación con carácter de urgencia.
El viaducto celebró su 150 aniversario en octubre de 2017 con un espectáculo de fuegos artificiales y la circulación de trenes chárter especiales. El mismo mes, Bill Kelly, director de operaciones de Network Rail en Gales, mencionó la propuesta todavía no aprobada de invertir alrededor de 20 millones de libras para asegurar el futuro a largo plazo del puente de Barmouth entre 2019 y 2024. A finales de 2017 se introdujo un "peaje voluntario" de 1 libra para adultos y de 50 peniques para niños, anunciado mediante una mascota con aspecto de trol, y la antigua caseta de peaje se renombró como la "casa trol".
En diciembre de 2018, se informó que el futuro del puente estaba nuevamente en duda, pero Network Rail anunció un proyecto de restauración de 3 años por valor de 25 millones de libras en mayo de 2020. La empresa ferroviaria había considerado construir un nuevo puente, lo que hubiese una supuesto unas costosas obras de cimentación, pero finalmente optó por la renovación de la estructura de 1867 debido a su carácter icónico.
La restauración prevista reemplazará una gran cantidad de elementos de madera del viaducto y los tramos metálicos, así como los 820 m de vía que lo recorren. Los elementos giratorios del puente no se restaurarán, aunque todos los mecanismos clave asociados con el puente giratorio se mantendrán en su lugar, de acuerdo con la catalogación en 1988 del viaducto como una estructura de Grado II*. La obra no incrementará la velocidad de las circulaciones en la línea debido a la limitada estabilidad del puente, lo que significa que se mantendrán las velocidades máximas de 20 mph (32,2 km/h) para los trenes de pasajeros y de 10 mph (16,1 km/h) para los de mercancías. La madera dura de palo verde certificada por el Consejo de Administración Forestal fue adquirida por Network Rail en Guyana, siendo elegida por su larga tradición de uso en aplicaciones exigentes, y gracias a su resistencia natural al ataque de gusanos xilófagos y a los hongos que pudren la madera, lo que hace innecesario aplicar tratamientos con sustancias conservantes.
La primera fase del proyecto se completó en noviembre de 2020. Los próximos dos de los tres cierres previstos estaban programados para septiembre a diciembre de 2021 y de octubre a diciembre de 2022. En agosto de 2022, Network Rail anunció que se llevarían a cabo las obras finales en dos etapas, en otoño de 2022 y en 2023.